# 2508 Alupka
2508 Alupka је астероид главног астероидног појаса са средњом удаљеношћу од Сунца која износи 2,368 астрономских јединица (АЈ).
Апсолутна магнитуда астероида је 13,5.